# Olympische Sommerspiele 1952/Fußball – Achtelfinale
Spiele des Achtelfinals des olympischen Fußballturniers 1952.

Die Gewinner qualifizierten sich für das Viertelfinale.

Im Falle eines Unentschiedens nach Verlängerung wurde ein Wiederholungsspiel durchgeführt.

## Finnland – Österreich 3:4 (3:2)
| Finnland                                                | Finnland | Österreich | Österreich |
| ------------------------------------------------------- | --- | --- | ---------- |
| Finnland                                                | \| 19. Juli 1952 um 19:00 Uhr in Helsinki (Olympiastadion) \| \| Zuschauer: 33.053 \| \| Schiedsrichter: William Ling ( Vereinigtes Königreich) \|                                                   | \| 19. Juli 1952 um 19:00 Uhr in Helsinki (Olympiastadion) \| \| Zuschauer: 33.053 \| \| Schiedsrichter: William Ling ( Vereinigtes Königreich) \|                                                         | Österreich |
| Finnland                                                | Olavi Laaksonen – Åke Lindman, Stig-Göran Myntti – Veikko Asikainen, Esko Valkama, Erik Beijar – Aulis Rytkönen, Kalevi Lehtovirta, Jorma Vaihela, Nils Rikberg, Olof Stolpe Trainer: Aatos Lehtonen | Fritz Nikolai – Walter Kollmann, Anton Krammer – Anton Wolf, Joschi Walter, Robert Fendler – Hermann Hochleitner, Franz Feldinger, Erich Stumpf, Herbert Grohs, Otto Gollnhuber Trainer: Viktor Hierländer | Österreich |
| Finnland                                                | 1:1 Stolpe (11.) 2:2 Stolpe (34.) 3:2 Rytkönen (36.) | 0:1 Gollnhuber (8., Elfmeter) 1:2 Gollnhuber (30.) 3:3 Stumpf (59.) 3:4 Grohs (79.) | Österreich |
| 19. Juli 1952 um 19:00 Uhr in Helsinki (Olympiastadion) | | |            |
| Zuschauer: 33.053                                       | | |            |
| Schiedsrichter: William Ling ( Vereinigtes Königreich)  | | |            |

## Deutschland – Ägypten 3:1 (2:0)
| Deutschland                                                       | Deutschland | Ägypten | Ägypten |
| ----------------------------------------------------------------- | --- | --- | ------- |
| Deutschland                                                       | \| 20. Juli 1952 um 19:00 Uhr in Turku (Kupittaan jalkapallostadion) \| \| Zuschauer: 6.813 \| \| Schiedsrichter: Giorgio Bernardi ( Italien) \|                                                       | \| 20. Juli 1952 um 19:00 Uhr in Turku (Kupittaan jalkapallostadion) \| \| Zuschauer: 6.813 \| \| Schiedsrichter: Giorgio Bernardi ( Italien) \|                                                                               | Ägypten |
| Deutschland                                                       | Rudolf Schönbeck – Hans Eberle, Alfred Post – Kurt Sommerlatt, Herbert Jäger, Erich Gleixner – Matthias Mauritz, Georg Stollenwerk, Willi Schröder, Herbert Schäfer, Karl Klug Trainer: Sepp Herberger | Abdel Galil Hemueda – Moussa Mohamed, Fouad Sedki – Ahmed Rashed, Hanafy Bastan, Hamza Ali – Sayed Mohamed, Kamal El-Far, Alaa El-Hamouly, El-Sayed Al-Tabei, Ahmed El-Mekkawi Trainer: Edward Jones ( Vereinigtes Königreich) | Ägypten |
| Deutschland                                                       | 1:0 Klug (33.) 2:0 Schröder (38.) 3:0 Schröder (61.) | 3:1 Al-Tabei (64.) | Ägypten |
| 20. Juli 1952 um 19:00 Uhr in Turku (Kupittaan jalkapallostadion) | | |         |
| Zuschauer: 6.813                                                  | | |         |
| Schiedsrichter: Giorgio Bernardi ( Italien)                       | | |         |

## Jugoslawien – Sowjetunion 5:5 n.V. (5:5/3:0)
| Jugoslawien                                                   | Jugoslawien | Sowjetunion | Sowjetunion |
| ------------------------------------------------------------- | --- | --- | ----------- |
| Jugoslawien                                                   | \| 20. Juli 1952 um 19:00 Uhr in Tampere (Tampereen stadion) \| \| Zuschauer: 17.000 \| \| Schiedsrichter: Arthur Edward Ellis ( Vereinigtes Königreich) \|                                                    | \| 20. Juli 1952 um 19:00 Uhr in Tampere (Tampereen stadion) \| \| Zuschauer: 17.000 \| \| Schiedsrichter: Arthur Edward Ellis ( Vereinigtes Königreich) \|                                                                     | Sowjetunion |
| Jugoslawien                                                   | Vladimir Beara – Tomislav Crnković, Branko Stanković – Zlatko Čajkovski, Ivica Horvat, Vujadin Boškov – Tihomir Ognjanov, Rajko Mitić, Bernard Vukas, Stjepan Bobek, Branko Zebec Trainer: Milorad Arsenijević | Leonid Iwanow – Konstantin Kryschewski, Juri Nirkow – Igor Netto, Anatoli Baschaschkin, Alexander Petrow – Wassili Trofimow, Walentin Nikolajew, Wsewolod Bobrow, Konstantin Beskow, Friedrich Marjutin Trainer: Boris Arkadjew | Sowjetunion |
| Jugoslawien                                                   | 1:0 Mitić (29.) 2:0 Ognjanov (33.) 3:0 Zebec (44.) 4:0 Bobek (46.) 5:1 Zebec (59.) | 4:1 Bobrow (53.) 5:2 Trofimow (75.) 5:3 Bobrow (77.) 5:4 Bobrow (87.) 5:5 Petrow (89.) | Sowjetunion |
| 20. Juli 1952 um 19:00 Uhr in Tampere (Tampereen stadion)     | | |             |
| Zuschauer: 17.000                                             | | |             |
| Schiedsrichter: Arthur Edward Ellis ( Vereinigtes Königreich) | | |             |

## Brasilien – Luxemburg 2:1 (1:0)
| Brasilien                                           | Brasilien | Luxemburg | Luxemburg |
| --------------------------------------------------- | --- | --- | --------- |
| Brasilien                                           | \| 20. Juli 1952 um 19:00 Uhr in Kotka (Urheilukeskus) \| \| Zuschauer: 6.776 \| \| Schiedsrichter: Marijan Matancić ( Jugoslawien) \| | \| 20. Juli 1952 um 19:00 Uhr in Kotka (Urheilukeskus) \| \| Zuschauer: 6.776 \| \| Schiedsrichter: Marijan Matancić ( Jugoslawien) \|                                                                   | Luxemburg |
| Brasilien                                           | Carlos Alberto – Mauro, Valdir – Zózimo, Adésio, Édson – Larry, Milton Pessanha, Vavá, Humberto Tozzi, Jansen Trainer: Newton Cardoso  | Fernand Lahure – Camille Wagner, Léon Spartz – Jean Jaminet, Michel Reuter, Fernand Guth – François Muller, Joseph Roller, Jules Gales, Victor Nurenberg, Léon Letsch Trainer: Adolf Patek ( Österreich) | Luxemburg |
| Brasilien                                           | 1:0 Larry (42.) 2:0 Tozzi (49.) | 2:1 Gales (86.) | Luxemburg |
| 20. Juli 1952 um 19:00 Uhr in Kotka (Urheilukeskus) | | |           |
| Zuschauer: 6.776                                    | | |           |
| Schiedsrichter: Marijan Matancić ( Jugoslawien)     | | |           |

## Ungarn – Italien 3:0 (2:0)
| Ungarn                                                      | Ungarn | Italien | Italien |
| ----------------------------------------------------------- | --- | --- | ------- |
| Ungarn                                                      | \| 21. Juli 1952 um 19:00 Uhr in Helsinki (Töölön Pallokenttä) \| \| Zuschauer: 13.870 \| \| Schiedsrichter: Karel van der Meer ( Niederlande) \|                                                  | \| 21. Juli 1952 um 19:00 Uhr in Helsinki (Töölön Pallokenttä) \| \| Zuschauer: 13.870 \| \| Schiedsrichter: Karel van der Meer ( Niederlande) \|                                                                | Italien |
| Ungarn                                                      | Gyula Grosics – Jenő Buzánszky, Mihály Lantos – József Zakariás, Gyula Lóránt, József Bozsik – Lajos Csordás, Sándor Kocsis, Nándor Hidegkuti, Ferenc Puskás, Péter Palotás Trainer: Gusztáv Sebes | Ottavio Bugatti – Giuseppe Corradi, Battista Rota – Arcadio Venturi, Giovanni Azzini, Maino Neri – Alberto Fontanesi, Aredio Gimona, Francesco La Rosa, Egisto Pandolfini, Amos Mariani Trainer: Giuseppe Meazza | Italien |
| Ungarn                                                      | 1:0 Palotás (11.) 2:0 Palotás (20.) 3:0 Kocsis (83.) | | Italien |
| 21. Juli 1952 um 19:00 Uhr in Helsinki (Töölön Pallokenttä) | | |         |
| Zuschauer: 13.870                                           | | |         |
| Schiedsrichter: Karel van der Meer ( Niederlande)           | | |         |

## Dänemark – Polen 2:0 (1:0)
| Dänemark                                                          | Dänemark | Polen | Polen |
| ----------------------------------------------------------------- | --- | --- | ----- |
| Dänemark                                                          | \| 21. Juli 1952 um 19:00 Uhr in Turku (Kupittaan jalkapallostadion) \| \| Zuschauer: 6.024 \| \| Schiedsrichter: Folke Bålstad ( Norwegen) \|                                                                       | \| 21. Juli 1952 um 19:00 Uhr in Turku (Kupittaan jalkapallostadion) \| \| Zuschauer: 6.024 \| \| Schiedsrichter: Folke Bålstad ( Norwegen) \|                                                             | Polen |
| Dänemark                                                          | Jørgen Johansen – Poul Erik Petersen, Svend Nielsen – Erik Terkelsen, Poul Andersen, Steen Blicher – Jørgen Wagner Hansen, Poul Petersen, Jens Peder Hansen, Knud Lundberg, Holger Seebach Trainer: Axel Bjerregaard | Edward Szymkowiak – Władysław Gędłek, Hubert Banisz – Kasimierz Kaszuba, Zdzisław Bieniek, Józef Mamoń – Paweł Sobek, Jerzy Krasówka, Henryk Alszer, Gerard Cieślik, Jan Wiśniewski Trainer: Michał Matyas | Polen |
| Dänemark                                                          | 1:0 Seebach (17.) 2:0 Nielsen (69.) | | Polen |
| 21. Juli 1952 um 19:00 Uhr in Turku (Kupittaan jalkapallostadion) | | |       |
| Zuschauer: 6.024                                                  | | |       |
| Schiedsrichter: Folke Bålstad ( Norwegen)                         | | |       |

## Schweden – Norwegen 4:1 (2:0)
| Schweden                                                  | Schweden | Norwegen | Norwegen |
| --------------------------------------------------------- | --- | --- | -------- |
| Schweden                                                  | \| 21. Juli 1952 um 19:00 Uhr in Tampere (Tampereen stadion) \| \| Zuschauer: 4.072 \| \| Schiedsrichter: Johan Aksel Alho ( Finnland) \|                                                           | \| 21. Juli 1952 um 19:00 Uhr in Tampere (Tampereen stadion) \| \| Zuschauer: 4.072 \| \| Schiedsrichter: Johan Aksel Alho ( Finnland) \|                                                   | Norwegen |
| Schweden                                                  | Kalle Svensson – Lennart Samuelsson, Erik Nilsson – Holger Hansson, Bengt Gustavsson, Gösta Lindh – Sylve Bengtsson, Gösta Löfgren, Ingvar Rydell, Yngve Brodd, Gösta Sandberg Trainer: Rudolf Kock | Tom Blohm – Erik Holmberg, Harry Boye Karlsen – Thorleif Olsen, Thorbjørn Svenssen, Bjørn Spydevold – Ragnar Hvidsten, Gunnar Thoresen, Odd Wang Sørensen, Henry Johannessen, Gunnar Dahlen | Norwegen |
| Schweden                                                  | 1:0 Brodd (23.) 2:0 Brodd (35.) 3:0 Rydell (81.) 4:1 Bengtsson (89.) | 3:1 Sørensen (83.) | Norwegen |
| 21. Juli 1952 um 19:00 Uhr in Tampere (Tampereen stadion) | | |          |
| Zuschauer: 4.072                                          | | |          |
| Schiedsrichter: Johan Aksel Alho ( Finnland)              | | |          |

## Türkei – Niederländische Antillen 2:1 (1:0)
| Türkei                                                  | Türkei | Niederländische Antillen | Niederländische Antillen |
| ------------------------------------------------------- | --- | --- | ------------------------ |
| Türkei                                                  | \| 21. Juli 1952 um 19:00 Uhr in Lahti (Lahden kisapuisto) \| \| Zuschauer: 3.696 \| \| Schiedsrichter: Carl Jørgensen ( Dänemark) \|                                  | \| 21. Juli 1952 um 19:00 Uhr in Lahti (Lahden kisapuisto) \| \| Zuschauer: 3.696 \| \| Schiedsrichter: Carl Jørgensen ( Dänemark) \|                                               | Niederländische Antillen |
| Türkei                                                  | Erdoğan Akın – Necdet Şentürk, Rıdvan Bolatlı – Mustafa Ertan, Basri Dirimlili, Ercüment Güder – Vasıf Çetinel, Tekin Bilge, Yalçin Çaka, Muzaffer Tokaç, Macit Gürdal | Ergilio Hato – Wilfred de Lanoi, Wilhelm Canword – Pedro Matrona, Emundo Vlinder, Guillermo Giribaldi – Willys Heyliger, Jorge Brion, Juan Briezen, Guillermo Krips, Adriaan Brokke | Niederländische Antillen |
| Türkei                                                  | 1:0 Tokaç (9.) 2:0 Bilge (76.) Elfmeter | 2:1 Briezen (79.) | Niederländische Antillen |
| 21. Juli 1952 um 19:00 Uhr in Lahti (Lahden kisapuisto) | | |                          |
| Zuschauer: 3.696                                        | | |                          |
| Schiedsrichter: Carl Jørgensen ( Dänemark)              | | |                          |

## Wiederholungsspiel Jugoslawien – Sowjetunion 3:1 (2:1)
| Jugoslawien                                                   | Jugoslawien | Sowjetunion | Sowjetunion |
| ------------------------------------------------------------- | --- | --- | ----------- |
| Jugoslawien                                                   | \| 22. Juli 1952 um 19:00 Uhr in Tampere (Tampereen stadion) \| \| Zuschauer: 16.916 \| \| Schiedsrichter: Arthur Edward Ellis ( Vereinigtes Königreich) \|                                                    | \| 22. Juli 1952 um 19:00 Uhr in Tampere (Tampereen stadion) \| \| Zuschauer: 16.916 \| \| Schiedsrichter: Arthur Edward Ellis ( Vereinigtes Königreich) \|                                                                        | Sowjetunion |
| Jugoslawien                                                   | Vladimir Beara – Tomislav Crnković, Branko Stanković – Zlatko Čajkovski, Ivica Horvat, Vujadin Boškov – Tihomir Ognjanov, Rajko Mitić, Bernard Vukas, Stjepan Bobek, Branko Zebec Trainer: Milorad Arsenijević | Leonid Iwanow – Konstantin Kryschewski, Juri Nirkow – Igor Netto, Anatoli Baschaschkin, Alexander Petrow – Wassili Trofimow, Walentin Nikolajew, Wsewolod Bobrow, Konstantin Beskow, Awtandil Tschkuasseli Trainer: Boris Arkadjew | Sowjetunion |
| Jugoslawien                                                   | 1:1 Mitić (19.) 2:1 Bobek (29.) Elfmeter 3:1 Čajkovski (54.) | 0:1 Bobrow (6.) | Sowjetunion |
| 22. Juli 1952 um 19:00 Uhr in Tampere (Tampereen stadion)     | | |             |
| Zuschauer: 16.916                                             | | |             |
| Schiedsrichter: Arthur Edward Ellis ( Vereinigtes Königreich) | | |             |